# Andragazio
Andragazio (latino: Andragathius; greco: Ανδραγατιον; ... – 388) è stato un generale romano, di origini franche, alto ufficiale dell'usurpatore romano Magno Massimo.

## Biografia
Andragazio era originario del Mar Nero.
Nel 383, anno della rivolta di Magno Massimo, fu nominato magister equitum dell'usurpatore e inviato a catturare e uccidere l'imperatore Graziano; Andragazio portò a termine il suo compito a Lugdunum, il 25 agosto di quello stesso anno, con uno stratagemma: impossessatosi di una carrozza imperiale, mise in giro la voce che la moglie di Graziano, che l'imperatore aveva da poco sposato, era tornata dalla Bretagna, ma quando l'imperatore raggiunse la carrozza e l'aprì, dentro trovò Andragazio che lo uccise.
Nel 388 comandava la flotta di Magno Massimo in Adriatico, incaricata di intercettare la fuga di Valentiniano II o i rinforzi portati da Teodosio I: quando Massimo fu catturato e ucciso ad Aquileia da Teodosio, Andragazio si uccise gettandosi in mare.